# Rendez-vous (roman de Christine Angot)
Pour les articles homonymes, voir Rendez-vous.
Rendez-vous est un roman de Christine Angot paru aux éditions Flammarion en 2006 et ayant reçu la même année le prix de Flore.

## Résumé
Chronique introspective et autobiographique où l'auteur s'éprend d'un acteur, dans une relation tumultueuse,.

## Éditions
- Éditions Flammarion, 2006.
- Éditions Gallimard, coll. « Folio », 2008.
- Éditions J'ai lu, réed., 2016.